# Flora Isgleas i Alsina
Flora Isgleas i Alsina (Sant Feliu de Guíxols, Baix Empordà, 1926 - Barcelona, 1989) fou política. Filla de Rosa Alsina i Masjuan i del famós dirigent anarcosindicalista Francesc Isgleas i Piarnau. De petita va viure al carrer del Mall i durant la Guerra Civil es va traslladar a Barcelona amb la seva mare i els seus germans.
L'any 1939 es va exiliar i va ser empresonada en un camp de concentració francès. Els seus dos germans van marxar a Mèxic i ella es aquedà amb els seus pares. El seu primer marit va ser Mingo Radresa, membre de la CNT i fundador de l'Ateneu Llibertari Ferrer i Guardia de Palafrugell.
A França treballà activament per la CNT i, durant l'ocupació nazi, va formar part de la Resistència. L'any 1944 va ser arrestada per la Gestapo i fou empresonada a Baumettes, Marsella, d'on fou alliberada poc abans d'acabar la guerra.
Va viure a París i a Brussel·les on col·laborà en iniciatives per a la defensa dels pobles oprimits i, especialment, contra el règim de Franco. El seu segon marit fou Enric Adroher i Pascual, que anys després fundaria a Londres el Moviment Socialista dels Estats Units d'Europa (1947). L'any 1962 fou una de les promotores del IV Congrés del Moviment Europeu, on participaren els principals opositors contra la dictadura espanyola.
L'any 1976 va tornar a Catalunya, on es distingí per la seva lluita a favor dels drets de les dones. Va ser responsable de la Comissió de la Dona del Partit Socialista de Catalunya i membre destacat del Consell Català del Moviment Europeu. L'any 1982 va ser detinguda per la Policia Nacional per parlar català al vestíbul de Ràdio Miramar.
Als 62 anys va morir.
Els seus fills, Floreal i Hèlios, varen fer lliurament a la Generalitat de Catalunya d'un fons sobre les famílies Isgleas-Alsina i Adroher-Isgleas a l'exili.